# Айше Ісхакова
Айше Якубівна Ісхакова (крим. Ayşe Yaqub qızı İshaqova, 3 (15) квітня 1888, Санкт-Петербург — не раніше 1931) — кримськотатарська педагогиня, етнографка, дослідниця культури кримських народів, діячка тюрко-мусульманського жіночого руху Криму.

## Біографія
Народилася 3 (15) квітня 1888 року у Санкт-Петербурзі.
Була відомою серед кримських татар вчителькою та організаторкою татарських професійних шкіл. У 1917 році в Сімферополі на вул. Кладбіщенській (нині Крилова) відкрила приватну кримськотатарську прогімназію для дівчаток, яку очолила, а також перший кримськотатарський дитячий садок. 
Брала участь у революційних подіях 1917—1918 років на півострові, була членкинею Мусульманської партії, Тимчасового Мусульманського виконкому та делегаткою першого Курултаю. Брала участь у діяльності партії Міллі фірка. Влітку 1917 стала головою Центрального мусульманського жіночого комітету Криму. У вересні того ж року виступила з доповіддю «Про складне та безправне становище національних меншин Росії» на Київському конгресі федералістів (З'їзд народів Росії), куди була делегована Союзом кримськотатарських вчителів.
У 1920-ті роки працювала науковою співробітницею підвідділу татарської етнографії Центрального музею Тавриди. 1 лютого 1926 року стала завідувачкою відділу етнографії музею, змінивши на цій посаді М. Л. Ернста. Спільно з Ернстом займалася збором, вивченням, систематизацією даних колекцій домашнього начиння, національних костюмів та сільськогосподарських знарядь із фондів етнографічного відділу. Проводила дослідження побуту сімферопольських ромів, кримських татар. У вересні 1926 року брала участь у Всесоюзній конференції археологів СРСР та IV Всекримській конференції музейних працівників, які проходили в Керчі. У 1927 році під керівництвом Айше Ісхакової здійснювалися етнографічні експедиції з вивчення кримських ромів Сімферополя та Перекопа. У 1928 році була звільнена з музею.
З 28 лютого 1926 – членкиня Таврійського товариства історії, археології та етнографії (ТОІАЕ). 3 жовтня 1927 на 62-му засіданні Товариства зачитала доповідь «Сімферопольські цигани-гурбети». 15 січня 1931 року була присутня на останньому засіданні ТОІАЕ. Подальша доля та час смерті невідомі.